# El Retiro, Zaragoza
El Retiro är en ort i Mexiko.   Den ligger i kommunen Zaragoza och delstaten Puebla, i den sydöstra delen av landet, 170 km öster om huvudstaden Mexico City. El Retiro ligger 2 599 meter över havet och antalet invånare är 174.
Terrängen runt El Retiro är huvudsakligen kuperad, men söderut är den platt. Runt El Retiro är det ganska tätbefolkat, med 72 invånare per kvadratkilometer. Närmaste större samhälle är Zaragoza, 7,5 km norr om El Retiro. Trakten runt El Retiro består till största delen av jordbruksmark.